# We Are!
We Are! (ウィーアー!?, Wī Ā!) è un brano musicale scritto da Kōhei Tanaka e Seiko Fujibayashi ed interpretato da Hiroshi Kitadani, pubblicato il 20 novembre 1999 come suo singolo di debutto. Il brano è stato utilizzato come sigla di apertura nei primi quarantasette episodi e come sigla di apertura speciale nel millesimo episodio dell'anime One Piece e nel film Per tutto l'oro del mondo.
Nel 2000 il brano ha vinto l'Animation Kobe Theme Song Award. Nello stesso anno, l'annuale sondaggio Anime Grand Prix, condotto dalla rivista di settore Animage ha rivelato che la diciassettesima sigla di anime più amata dal pubblico giapponese era proprio We Are.
We Are! è stato oggetto di cover in due occasioni: nel 2006 il brano è stato reinterpretato dai doppiatori dell'anime (riuniti sotto il nome Straw Hat Pirates) ed utilizzato come settima sigla della serie per gli episodi dal 279 al 283. Questa versione del brano è stata intitolata We Are! - Versione dei 7 membri della ciurma di Cappello di Paglia (ウィーアー!〜7人の麦わら海賊団篇〜?, Wī Ā! Shichinin no Mugiwara kaizokudan hen). Nuovamente, il brano è stato ricantato da TVXQ ed utilizzato come decima sigla per gli episodi dal 373 al 394 con il titolo We Are! - Versione del decimo anniversario dell'anime di One Piece (ウィーアー!〜アニメーション ワンピース 10周年Ver.〜?).

## Tracce
CD singolo Lantis LACM-4362
1. We Are! (ウィーアー!?) – 4:00
2. Akemi Okamura – MUSIC – 4:08
3. We Are! (original karaoke) – 4:00
4. MUSIC (original karaoke) – 4:08

Durata totale: 16:16

## Classifiche
| Classifica (1999) | Posizione massima |
| ----------------- | ----------------- |
| Giappone (Oricon) | 67                |